# Maxi Basket-News
 (février 2015).
Si vous disposez d'ouvrages ou d'articles de référence ou si vous connaissez des sites web de qualité traitant du thème abordé ici, merci de compléter l'article en donnant les références utiles à sa vérifiabilité et en les liant à la section « Notes et références ».
Maxi Basket-News est un mensuel français consacré au basket-ball. 

## Historique
Il a été créé en 2008 du fait de l'arret de Maxi-Basket et du rachat par de ce dernier par Basket News. Le premier numéro est paru en octobre 2008.

## Organigramme[2]
- Directeur de la rédaction : Pascal Legendre
- Directeur de la publication : Pierre-Olivier Matigot
- Rédacteur en chef : Fabien Friconnet
- Journalistes : Thomas Berjoan, Thomas Félix, Florent de Lamberterie, Laurent Sallard, Vincent Loriot et Stéphanie Magouët
- Conception charte graphique : Philippe Caubit
- Direction artistique : Thierry Deschamps
- Maquettistes : Emilie Caillaud-Houël et Sandy Loyan-Raison
- Rédaction aux États-Unis : Jéremy Barbier, Frédéric Gonella et Pascal Giberné
- Correspondants à l'étranger : David Bialski, Giedrius Janonis, Kaan, Kural, Pablo Malo de Molina, Bogdan Petrovic, Yannis Psarakis, Eran Sela et Stéphano Valenti
- Abonnement : Laurence Cuasnet
- Publicité : Franck Levert et Loic Boquien